# Telamonia dimidiata
Telamonia dimidiata ist eine Springspinne, die in verschiedenen tropischen Regenwäldern Asiens beheimatet ist und dort im Laub bewaldeter Umgebungen gefunden werden kann.

## Beschreibung
Weibchen können eine Körperlänge von 9–11 mm, Männchen eine Länge von 8–9 mm erreichen. Das Weibchen hat eine hellgelbliche Färbung mit einem weißen Cephalus und roten Ringen, die die engen schwarzen Ringe um ihre Augen umgeben. Auf dem Opisthosoma befinden sich zwei längsseitige hellrote Streifen. Die Färbung des Männchens ist sehr dunkel mit weißen Markierungen und roten Härchen um die Augen. Die Art kommt in den Ländern Singapur, Indonesien, Pakistan, Iran, Indien und Bhutan vor. T. dimidiata produziert kein Gift, welches Menschen gefährlich werden könnte.

## E-Mail-Hoax
Die Spinne ist seit 1999 immer wieder zum Gegenstand von E-Mail-Hoaxes geworden, in welchen behauptet wird, dass es sich bei dieser Art um eine tödliche Spinne handele, die unter Toilettensitzen in Nord-Florida lauern würde. Bei diesem Hoax handelt es sich um ein Wiederauftreten einer älteren Hoax-E-Mail, die 1999 mit ähnlichen Behauptungen kursierte. In der ursprünglichen E-Mail wurde die Spinne als „South American Blush Spider (arachnius gluteus [sic!])“, wortwörtlich „Hinternspinne“, bezeichnet. Ähnliche E-Mail-Hoaxes, bei denen lediglich Details des Originals verändert wurden, traten auch in anderen Teilen der Welt auf, wo das gleiche in den jeweiligen Empfängerländern behauptet wurde. Der Hoax verbreitete sich zusammen mit einem Bild der Spinne auch auf Facebook weiter. In den Posts wurde behauptet, die Spinne könne auf der ganzen Welt gefunden werden und jeder müsse Schutzvorkehrungen treffen. Die Geschichte wird mangels sachlichem Hintergrund als Moderne Sage eingestuft. Das Gerücht verbreitete sich im Jahr 2012 außerdem auf Webseiten, Diskussionsforen und in sozialen Netzwerken.